# شانیکا ریکتس
شانیکا ریکتس (انگلیسی: Shanieka Ricketts؛ زادهٔ ۲ فوریهٔ ۱۹۹۲) ورزشکار زن پرش سه‌گام اهل جامائیکا است.
وی در مسابقات کشوری و بین‌المللی در مجموع برندهٔ ۲ مدال طلا، ۴ مدال نقره شده است.